# Samsung Art Master
Samsung Art Master – ogólnopolski konkurs artystyczny skierowany do studentów i absolwentów kierunków artystyczno-plastycznych polskich uczelni wyższych, organizowany od 2004 roku przez firmę Samsung Electronics Polska. Celem konkursu Samsung Art Master jest wyłonienie i wyróżnienie nowych, ciekawych osobowości polskiej sceny artystycznej oraz promowanie nieszablonowego, innowacyjnego podejścia do tematu kultury i sztuki. Konkurs ułatwia młodym, utalentowanym artystom trwałe zaistnienie na rynku sztuki, umożliwiając im realizację i profesjonalną prezentację własnych koncepcji twórczych. Konkurs umożliwia młodym artystom pierwsze konfrontacje z publicznością, kuratorami oraz krytykami sztuki m.in. w ramach wystawy zbiorowej finalistów konkursu w uznanych instytucjach (m.in. Centrum Sztuki Współczesnej Zamek Ujazdowski w Warszawie, „Zachęta” Narodowa Galeria Sztuki).
Co roku w komisji konkursowej Samsung Art Master zasiadają wybitne postaci polskiej sceny artystycznej. Dotychczas członkami jury konkursu byli m.in. prof. Maria Poprzęcka, Anda Rottenberg, Jarosław Suchan, Karol Radziszewski, Stach Szabłowski oraz Andrzej Chyra. Laureatami konkursu Samsung Art Master są m.in. Karol Radziszewski, Jakub Julian Ziółkowski, Anna Molska, Anna Senkara, Karolina Breguła, Jaśmina Wójcik.
Poza wspieraniem młodych talentów artystycznych, konkurs Samsung Art Master spełnia również cele charytatywne. Od 2004 r. pomysłodawca i organizator konkursu, firma Samsung Electronics Polska, współpracowała w ramach projektu z domami dziecka w całej Polsce na rzecz uzdolnionych artystycznie dzieci (2004, 2005, 2006) oraz z organizacjami takimi jak: Fundacja Anny Dymnej „Mimo wszystko” (2007, 2008), Fundacja Ewy Błaszczyk „Akogo” (2009) i Fundacja Spełnionych Marzeń (2010).